# Bursera sarcopoda
Bursera sarcopoda är en tvåhjärtbladig växtart som beskrevs av P. G. Wilson. Bursera sarcopoda ingår i släktet Bursera och familjen Burseraceae. Inga underarter finns listade i Catalogue of Life.